# Webster megye (Missouri)
Webster megye az Amerikai Egyesült Államokban, azon belül Missouri államban található. Megyeszékhelye és legnagyobb városa Marshfield. Lakosainak száma 39 085 fő (2020. április 1.).

## Szomszédos megyék
- Laclede megye (északkelet)
- Wright megye (kelet)
- Douglas megye (délkelet)
- Christian megye (délnyugat)
- Greene megye (nyugat)
- Dallas megye (északnyugat)

## Népesség
A megye népességének változása:
| Lakosok száma | 36 285 | 36 291 | 36 333 | 36 466 | 37 483 | 39 085 |
|               | 2010   | 2011   | 2012   | 2013   | 2015   | 2020   |